# HP Integral PC

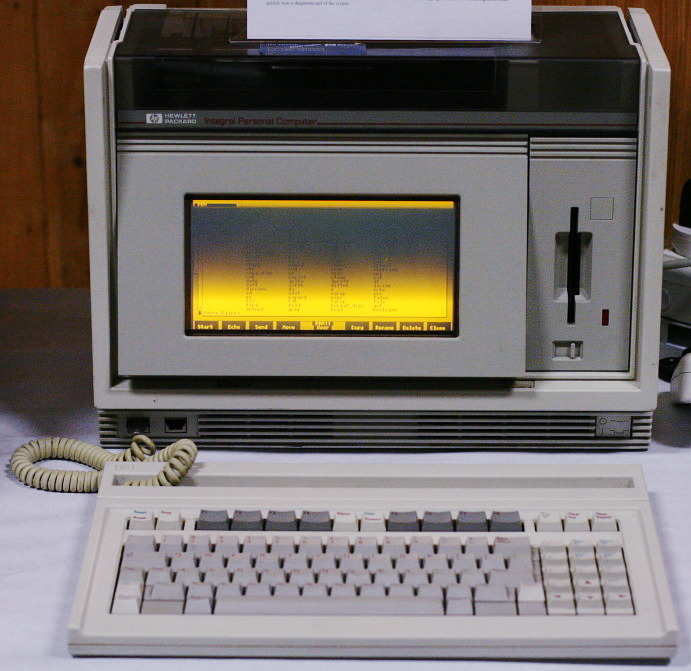
HP Integral PC

Der HP Integral PC (oder HP 9807A) war eine mobile UNIX-Workstation, die von Hewlett-Packard hergestellt wurde. Das System wurde 1985 eingeführt. Es basierte auf einem Motorola 68000 Mikroprozessor der mit 8 MHz getaktet wurde. Im System war eine frühe Version des HP-UX Betriebssystems im ROM installiert.

## Hardware
Der Integral PC wurde ausschließlich am Netz betrieben, er zählte somit zur Kategorie der Portables. Er war ausgestattet mit einem orangefarbenen 9 Zoll Elektrolumineszenz-Bildschirm mit einer Auflösung von 512×255 Pixel oder 80×28 Zeichen. Zusätzlich war ein 710 kB 3,5″ Diskettenlaufwerk und ein für die damalige Zeit hochmoderner 80-Zeichen HP ThinkJet-Tintenstrahldrucker eingebaut. Die Standard-Speicherkapazität betrug 256 kB ROM plus 512 kB RAM, erweiterbar auf 1,5 MB. Ein HP-IB-Interface war ebenfalls vorhanden. Zusätzlich gab es die Möglichkeit, Erweiterungsmodule zu installieren. Der mechanische Entwurf basierte auf dem faktischen Industriestandard HP 85, erweitert mit einem modernen Prozessor.
Das Konzept eines aufrecht stehenden Rechners mit angeschlossener Tastatur und integriertem Drucker sowie Massenspeichern wurde noch bis in das aktuelle Jahrtausend, d. h. 20 Jahre später von verschiedenen Anbietern weiter verfolgt. Das gesamte System konnte zusammengeklappt werden und war somit sehr robust und leicht transportierbar (abgesehen von Gewicht mit annähernd 10 kg).
Im Integral PC waren CPU, RAM, ROM, Memory Management, I/O Buffering, System Timing, und Keyboard Interface auf einem Logik-Board integriert. Alle Peripherieeinheiten sowie die 14 Anschlüsse waren mit eigenständigen Boards realisiert. Jedes dieser Boards war etwas kleiner als eine DIN A4 Seite. Für einen einfacheren Funktionstest hatte jedes Board einen eigenen Zeitgeber. Das I/O-Board mit zwei Anschlüssen für optionale Einsteckkarten, dem Tastaturinterface, dem „Human Interface Link“ (HP-HIL) sowie der Stromversorgung konnten eigenständig geprüft und gewartet werden.

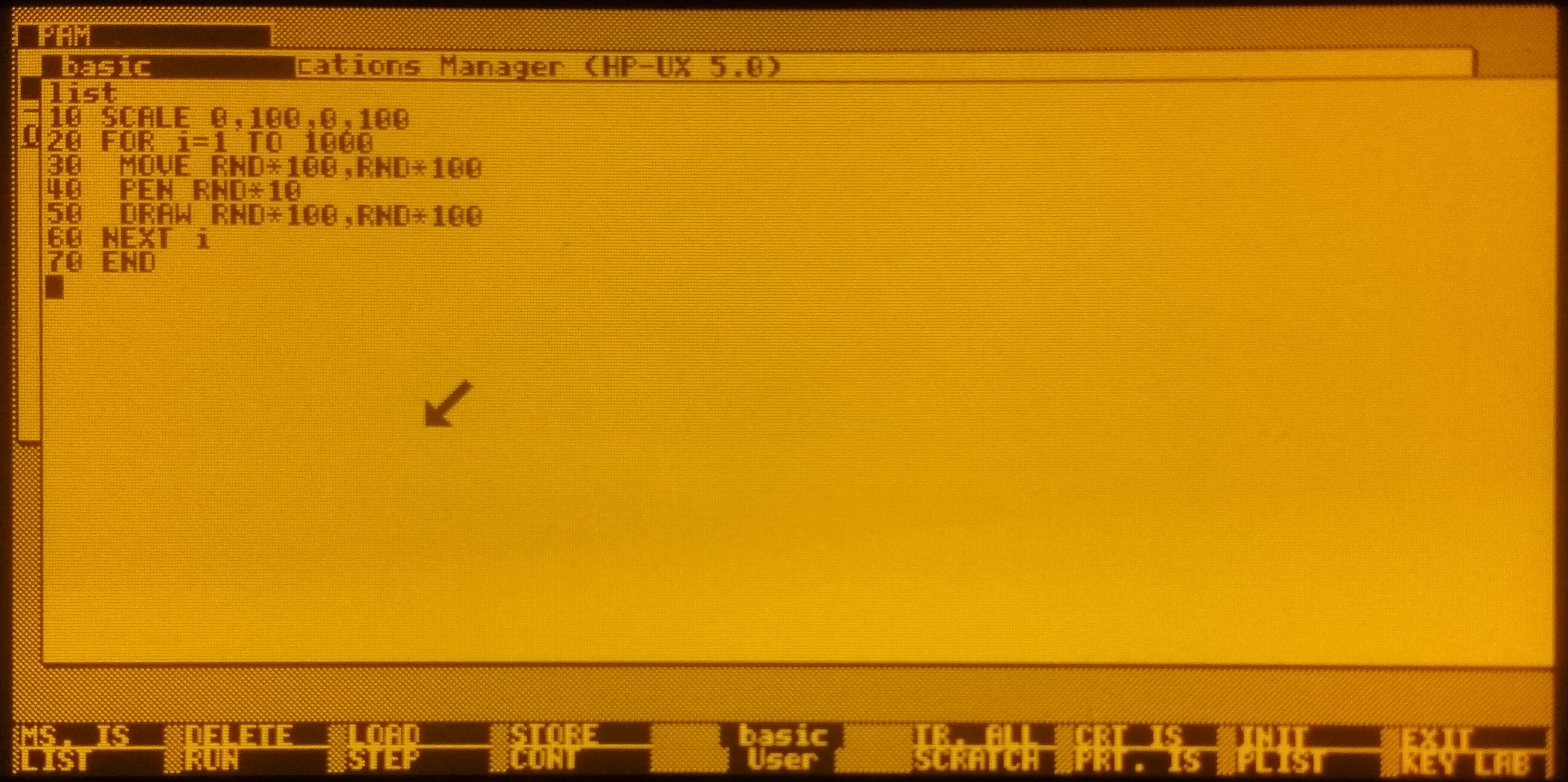
Display des HP Integral PC

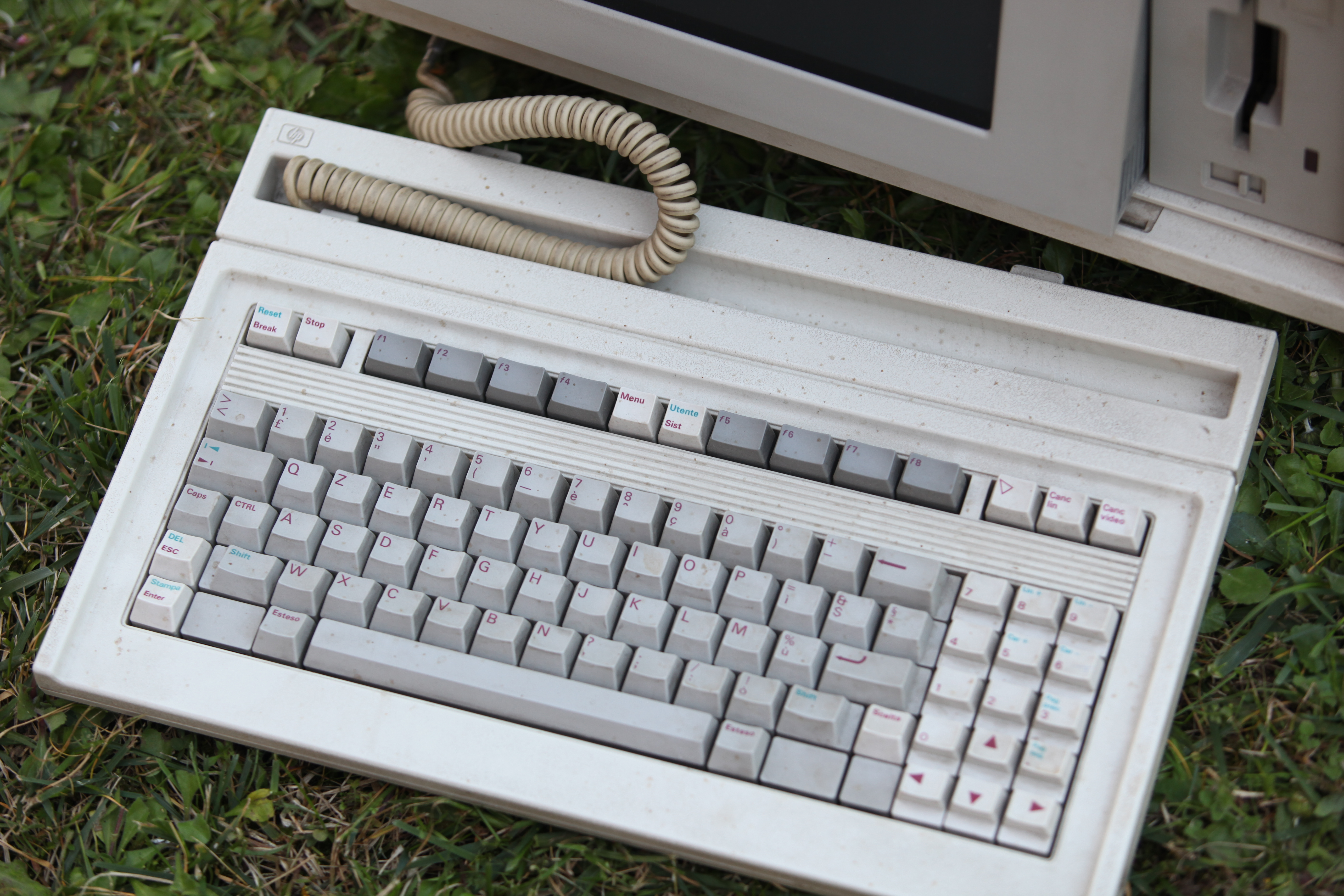
Tastatur des HP Integral PC mit QZERTY-Tastaturbelegung

Der Grafik-Prozessor des Integral PC (GPU) war ein Spezialprozessor, entwickelt mit der Fähigkeit eine Elektroluminiszensanzeige oder einen nahezu beliebigen Monitor anzusteuern. Dieser Prozessor stellte ein einfach verwendbares grafisches Subsystem zur Verfügung, mit dem sehr leicht Bit-Mapped-Display angesteuert werden können. Die GPU konnte Linien, Rechtecke sowie alphanumerische Zeichen in Hardware auf den Schirm schreiben. Zudem stellte sie einen grafischen Cursor und ein Display-RAM-Interface zur Verfügung.
Das Electrolumineszens-Display basierte auf einer Dünn-Film-Technik, die zu dieser Zeit von mehreren Firmen in Zusammenarbeit mit HP entwickelt wurde.

## Software
Der Integral PC war dergestalt ungewöhnlich, als er das HP-UX-Betriebssystem bereits im ROM mit sich brachte. Das Betriebssystem enthielt auch die grafische HP-Windows-Oberfläche (GUI) sowie einen Personal Applications Manager (PAM). Weitere HP-UX-Kommandos und Hilfsprogramme wurden auf separaten Disketten mitgeliefert.

Optional konnte das System zudem mit einem vollständigen HP-BASIC im ROM ausgerüstet werden, war dann also nach dem Einschalten sofort bereit zum Schreiben und Ausführen von BASIC-Programmen.

## Geschichtlicher Hintergrund
Der HP Integral-PC wurde als Nachfolger der HP-Serie 80 entwickelt, jedoch mit dem Umfang des HP-BASIC der Serie 9000. Die Idee war die Bereitstellung eines portablen aber dennoch leistungsfähigen Computersystems für Ingenieure, das sämtliche Komponenten in einer portablen Einheit verbindet. Der Integral-PC wurde vom Markt jedoch nicht angenommen, da einerseits ein Preis von etwa 15.000 DM als deutlich zu hoch angesehen wurde und andererseits die BASIC-Kompatibilität weder zur Serie 80 (gar nicht) noch zur Serie 9000 (unvollständig) vorhanden war.

## Referenzen
- HP Introduces Unix Portable, Kathy Chin InfoWorld, 21. Januar 1985 angesehen am 17. Mai 2016
- HP Integral PC Spezifikationen, 18. März 1985 angesehen am 17. Mai 2016